# Rhynchospora hatschbachii
Rhynchospora hatschbachii är en halvgräsart som beskrevs av Tetsuo Michael Koyama. Rhynchospora hatschbachii ingår i släktet småag, och familjen halvgräs. Inga underarter finns listade i Catalogue of Life.